# Martino Manzi
Martino Manzi (Perticara, 15 febbraio 1836 – Mercato Saraceno, 19 novembre 1872) è stato un patriota italiano.

## Biografia
Martino Manzi detto Martignone è un patriota italiano repubblicano attivo nel territorio del Montefeltro già prima del 1861.
Martino Manzi nasce a Perticara il 15 febbraio 1836, si distingue insieme ai suoi fratelli per un carattere particolarmente turbolento e prepotente, questo rafforzato dalla sua prestanza fisica. Nei preparativi alla seconda guerra di indipendenza, Cavour trova il modo di mettere a capo della miniera di Perticara un mazziniano che inizia subito un’operazione di proselitismo alla causa repubblicana tra i minatori e trova in Martino Manzi il suo principale sostenitore. Questo connubio fa sì che Martino Manzi diventi il sorvegliante della miniera di Perticara e si deve più a lui se la maggioranza dei minatori divennero dei sostenitori repubblicani. Questo gruppo di minatori repubblicani, secondo gli intenti del Cavour doveva prodigarsi nella presa della rocca di San Leo. Nel 1859 Martino Manzi invece di prendere la rocca di San Leo, si arruola insieme ad altri repubblicani perticaresi come volontario nella seconda guerra di indipendenza.
Anche se impegnato a combattere lontano da Perticara, il gruppo di repubblicani del Manzi risultò molto utile al dittatore Carlo Farini nel periodo precedente all’annessione di quelle terre al Regno d’Italia, il Farini indirettamente utilizzò in modo spregiudicato i rivoluzionari repubblicani per controllare quei territori liberati dall’amministrazione Pontificia.
Finita la seconda guerra d’indipendenza, Martino Manzi diventò il massimo esponente del partito democratico repubblicano della sua zona, più vicino quindi alle idee di Garibaldi che alla Giovine Italia, questo suo peso politico generò in lui e nei suoi compagni la convinzione che avrebbero acquisito di diritto future cariche politico amministrative nel neonato stato Italiano.
I fatti di Teano e il definitivo crollo dell’idea di un'Italia Repubblicana creò un dibattito all’interno dei repubblicani del Montefeltro tra gli irriducibili dell’ideale repubblicano e quelli più pragmatici che accettavano la soluzione di sottostare a una monarchia con una costituzione liberale. In questo dibattito il gruppo del partito democratico di Martino Manzi assunse un atteggiamento ambiguo, persa ogni speranza di ottenere incarichi dal neonato regno d’Italia il gruppo cercò di mantenere la stessa strategia utilizzata nel periodo dittatoriale del Farini per gestire i loro affari sul territorio.
I dissidi nel Montefeltro e nella Romagna dopo la proclamazione del Regno d’Italia, avvenuti prima tra repubblicani e papalini e poi tra le sole fazioni di repubblicani erano costellati da frequenti regolamenti di conti che scaturivano spesso in omicidi. Per porre fine a questo clima di terrore ed arginare il fenomeno del brigantaggio nei territori liberati dai Borboni, furono proclamate delle leggi speciali che davano all’Arma dei Carabinieri una certa discrezionalità del effettuare arresti.

### La fine della sua egemonia e la morte
L’assassinio di Martino Manzi è uno dei tanti crimini avvolti nel mistero avvenuto in quel periodo di faide del neonato Regno d’Italia. Come già detto Martino Manzi ed il suo gruppo mantenevano un atteggiamento ambiguo con il nuovo stato Italiano, ma la loro ambiguità era rivolta anche ai repubblicani moderati. In realtà dopo i fatti di Teano, e Mazzini esule a Londra, il gruppo era consapevole che non era possibile una rivoluzione nazionale capace di sovvertire il regno Sabaudo, bisognava gestire la situazione e riuscire a convivere con lo stato.
Il Manzi cercò di essere come un'eminenza grigia, capace di gestire l’ordine nel territorio di Perticara e di dialogare con le istituzioni in modo che non ficcassero il naso nelle faccende perticaresi. Questa posizione ambigua del Manzi era mal vista dai repubblicani più estremisti del suo gruppo legati a Giuseppe Marcora, specialmente quelli del versante romagnolo. Con il passare degli anni questo atteggiamento di mediazione con le istituzioni erodeva lentamente il potere del Manzi, questo anche a causa di un fatto fondamentale per quel periodo, ovvero l’esperienza della comune di Parigi, esperienza che compattò molte frange repubblicane della Romagna e del Montefeltro, ridando slancio ad ideali rivoluzionari e non lasciava spazi ad atteggiamenti di moderazione, infatti tra il 1870 ed il 1872 nelle terre di Romagna e del Montefeltro si stavano sempre più affermando i primi ideali socialisti figli della comune di Parigi e rafforzavano progetti cospirativi da parte di tutti quei cittadini delusi dalle politiche liberali del neonato Regno d’Italia. Un fatto che minò seriamente la credibilità di Martino Manzi agli occhi dei più accaniti rivoluzionari fu quando un giorno passeggiando con la sua amante per le strade di Sant'Agata Feltria fu fermato da un carabiniere che schiaffeggio la donna per gelosia, il Manzi non reagì al sopruso, visti i rapporti tra il Manzi ed il Comando dei Carabinieri di Sant'Agata, questi si limitò a riferire il fatto al Brigadiere comandante della stazione, lamentandosi per il comportamento del Carabiniere.
La non reazione del Manzi all’accaduto fu visto da parte dei suoi nemici come un segno di debolezza. Dopo questo episodio, il giorno 15 settembre del 1872, nella Frazione di San Donato di S.Agata Feltria, si svolgeva la fiera del paese, il Brigadiere dei Carabinieri aveva fatto sapere al Manzi tramite la sua amante di non presentarsi a Sant'Agata armato perché i carabinieri avrebbero perquisito tutti gli uomini ed arrestato chi fosse in possesso di un'arma, il clima di diffidenza e terrore faceva sì che il Manzi in quel periodo girasse armato con una vecchia pistola a due colpi. Per evitare problemi il Manzi con tutto il suo gruppo di seguaci ed i suoi fratelli Davide e Giovanni, decisero di lasciare le armi da fuoco a casa e di non recarsi alla fiera, ma di godersi il giorno di festa andando a pescare in un luogo nascosto onde evitare di prestare il fianco ad eventuali ritorsioni di gruppi rivali. All’imbrunire fiduciosi che le tenebre e la folla avrebbe celato la loro presenza si recarono nella località di San Donato per ammirare lo spettacolo dei giochi pirotecnici. Durante lo spettacolo Giovanni Manzi fratello di Martino estrasse un coltello per sbucciarsi una mela, lo stesso carabiniere che aveva schiaffeggiato l’amante del Manzi vide Giovanni Manzi in possesso del coltello, poco dopo scoppiò una rissa fra gli avventori dello spettacolo e Martino Manzi aiutò i carabinieri a sedare la rissa grazie alla sua autorità, ma di lì a poco si riaccesero gli animi ed anche Giovanni Manzi si adoperò a sedare la rissa ma questo suo impegno gli valse una perquisizione da parte del carabiniere rivale in amore di Martino Manzi che lo arrestò per il possesso del coltello. La cosa risultò subito sproporzionata e ingiusta agli occhi di Martino Manzi che iniziò subito una trattativa con il brigadiere perché fosse liberato il fratello e che si limitassero al solo sequestro del coltello con una conseguente denuncia.
L’accaduto turbò molto il Manzi perché a suo parere quell’arresto era in realtà una provocazione alla sua persona per motivi di gelosia del carabiniere. Il brigadiere era dello stesso parere del Manzi, ma il carabiniere che aveva effettuato l’arresto non volle sentire ragioni e con un altro commilitone si apprestò a tradurre alle carceri Giovanni Manzi. Il brigadiere intuiva che gli animi accesi dal clima politico e l’accaduto li stava mettendo in pericolo anche perché ora Martino Manzi era con le spalle al muro, tutti si aspettavano una reazione di fronte al sopruso. Il brigadiere per mitigare gli animi riuscì a dissuadere il carabiniere a mettere i ferri a Giovanni Manzi con la speranza di risolvere nel modo migliore la cosa ed evitare così possibili intemperanze della folla di repubblicani li presente.
Il brigadiere e Martino Manzi non seguirono nell’immediato l’arrestato, continuarono a discutere su come risolvere la cosa, trovato una soluzione decisero di raggiungerlo prima che raggiungesse le carceri. In quel momento comunque il Manzi vedeva minato il suo potere e quindi con fare risoluto, esprimendosi in dialetto, diede l’ordine a uno dei suoi compagni di radunare tutti i ragazzi, per far cosa non è dato di saperlo, comunque durante il tragitto i due, il Manzi ed il brigadiere, udirono dei colpi di fucile e delle urla emesse sia da parte dell’arrestato che dei due carabinieri che lo avevano in custodia. Si pensa che Davide Manzi molto legato al fratello Giovanni abbia teso un'imboscata ai carabinieri per liberare il fratello. Resta un mistero come sia riuscito ad organizzare tutto questo in così poco tempo e a trovare le armi. I testimoni videro Martino Manzi ed il Brigadiere correre verso gli spari, poi al mattino furono trovati morti oltre ai due carabinieri anche il brigadiere. Il gruppo di Martino Manzi nel mentre si era dato alla macchia ed abbandonarono il fratello Giovanni in un capanno perché rimasto ferito al ventre durante il conflitto a fuoco.
La latitanza del gruppo all’inizio fu abbastanza agevole vista l’omertà e la protezione che gli veniva fornita dalle molte persone legate al Manzi, questa rimase ben salda anche dopo l’arrivo di molti carabinieri e di bersaglieri da Pesaro ed Ancona che iniziarono molti rastrellamenti ed arresti anche di persone completamente estranee all’accaduto. Sentendosi braccato, Martino Manzi durante la latitanza cercava di organizzare, grazie all’aiuto di repubblicani romagnoli, un suo espatrio a Nizza per raggiungere gli Stati Uniti, questo fu fonte di contrasto con suo fratello Davide che non si fidava più di nessuno e voleva continuare la latitanza nei boschi del Montefeltro fino a che non si fossero calmate le acque.
Visto che i rastrellamenti dei bersaglieri non portavano ad alcun risultato fu messa una taglia di mille lire sul capo di Martino Manzi, inoltre fu incaricato un ispettore di Polizia molto scaltro che facendo leva sulla paura di molti dirigenti del partito democratico repubblicano, insinuò nella mente dei fiancheggiatori del Manzi che se questi fosse caduto nelle mani dei carabinieri questi avrebbe svelato tutti i nomi dei mandanti dei vari regolamenti di conti avvenuti nel periodo immediato all’unità d’Italia. Martino Manzi quindi era ormai diventato un personaggio scomodo per tutti, amici, fratelli, repubblicani, era un'ingombrante ombra per quella nuova Italia liberale che voleva chiudere con quelle vecchie faide generate dalla seconda guerra di indipendenza e con tutti quei figuri ambigui di cui si era servita nel periodo dittatoriale del Farini.
Fu così che nei pressi di Mercato Saraceno il 19 novembre 1872 alle otto di sera gli stessi amici repubblicani, con la scusa di fornirgli il passaporto e il danaro per raggiungere gli Stati Uniti, tesero un'imboscata al Manzi e lo ferirono a morte con tre colpi di revolver al petto. Il Manzi nella sua agonia denunciò morente ai carabinieri che l’esecutore dell’agguato era un certo Simoncini esponente repubblicano, che però proprio in quel giorno a quell’ora era nella sua osteria ad offrire da bere a da mangiare ai carabinieri.